# 박소영 (배드민턴인)
박소영(1994년 5월 27일~)는 대한민국의 배드민턴 선수 출신 배드민턴 지도자이다.